# Miroljub Damjanović
Miroljub Damjanović (en serbe : Мирољуб Дамјановић), né le 25 novembre 1950, est un ancien joueur yougoslave de basket-ball.